# Condado de Russell (Alabama)
El condado de Russell (en inglés: Russell County) es un condado del estado estadounidense de Alabama, que fue fundado en 1832 y su nombre se le dio en honor al coronel Gilbert C. Russell que luchó contra los indios creek. En el año 2000 tenía una población de 49 756 habitantes con una densidad de población de 14 personas por km². La sede del condado es Phenix City.

## Geografía
Según la oficina del censo el condado tiene una superficie total de 1676 km² (647,1 mi²), de los que 1660 km² (640,9266409266 mi²) son tierra y 16 km² (6,2 mi²) (0,94%) son agua.

### Condados adyacentes
- Condado de Lee - norte
- Condado de Muscogee - noreste
- Condado de Chattahoochee - este
- Condado de Stewart - sureste
- Condado de Barbour - sur
- Condado de Bullock - suroeste
- Condado de Macon - noroeste

### Principales carreteras y autopistas
- U.S. Autopista 80
- U.S. Autopista 280
- U.S. Autopista 431
- Carretera estatal 26
- Carretera estatal 51

## Demografía
Según el 2000 la renta per cápita media de los habitantes del condado era de 27 492 dólares y el ingreso medio de una familia era de 34 004 dólares. En el año 2000 los hombres tenían unos ingresos anuales 28 696 dólares frente a los 20 882 dólares que percibían las mujeres. El ingreso por habitante era de 14 015 dólares y alrededor de un 19,90% de la población estaba bajo el umbral de pobreza nacional.

## Ciudades y pueblos
- Phenix City (de modo parcial)
- Hurtsboro
- Ladonia
- Glenville

## Espacios protegidos
Dispone de parte del Eufaula National Wildlife Refuge que está gestionado junto con el Condado de Barbour y los condados de Stewart y de Quitman en Georgia es un espacio protegido con una extensión de 45,26 km².